# Robert Thomas Moore
Pour les articles homonymes, voir Robert Moore et Moore.
Robert Thomas Moore est un homme d'affaires et ornithologue américain, né le 24 juin 1882 à Haddonfield (New Jersey) et mort le 30 octobre 1958.
Après des études à l'Université de Pennsylvanie, il est diplômé de Harvard en 1905.
C'est un spécialiste de l'avifaune sud-américaine, il effectue plusieurs voyages en Équateur mais à partir de 1934, il entreprend d'établir la première liste complète des oiseaux du Mexique.

## Sources
- Herbert Friedmann, In Memoriam : Robert Thomas Moore,The Auk, gl: 326-331, juillet 1964.